# Route européenne 603
Pour les articles homonymes, voir Route 603.
La route européenne 603 relie Saintes (E5) à Limoges (E9), en France.